# Aedokritus sartis
Aedokritus sartis är en tvåvingeart som beskrevs av Roback 1960. Aedokritus sartis ingår i släktet Aedokritus och familjen fjädermyggor. Inga underarter finns listade i Catalogue of Life.